# Здание Двенадцати коллегий
Зда́ние Двена́дцати коллегий — здание на Университетской набережной Васильевского острова в Санкт-Петербурге, выстроенное в 1722 году для размещения петровских коллегий. Крупнейший по размерам памятник петровского барокко состоит из двенадцати идентичных трёхэтажных секций.
Общий проект составил Доменико Трезини; верхние этажи проектировал Теодор Швертфегер. В XVIII веке здание занимали высшие органы государственного управления. После расформирования коллегий их сменили Главный педагогический институт и Санкт-Петербургский университет.

## 12 коллегий
12 коллегий — это 12 объединений, представляющих собой переходную форму от московских приказов к современным министерствам. В частности среди них были «коллегия иностранных дел», «мануфактур-коллегия», «военная коллегия», «адмиралтейская коллегия», «юстиц-коллегия», «коммерц-коллегия», «берг-коллегия», «Штатс-контор-коллегия», «Камер-коллегия», «Ревизион-коллегия», «Вотчинная коллегия», «Главный магистрат».

## История
Строительство здания Двенадцати коллегий началось в 1722 году как часть плана императора Петра I по созданию на Васильевском острове административного квартала. Предполагалось, что здесь разместятся Сенат, Синод и коллегии.
Вначале строительство велось под руководством Доменико Трезини и Теодора Швертфегера, а завершали его Джузеппе Трезини и Михаил Земцов. Первое заседание коллегий в новом здании состоялось в 1732 году. Основное строительство было завершено к середине 1730-х годов. В 1737—1741 годах с западной стороны здания была пристроена двухэтажная галерея.
В 1804 году в здании расположился Педагогический институт, но также в первой четверти XIX века в здании находились Государственный архив, синодальная типография и синодальная книжная лавка. Лишь в 1830 году всё здание было передано Санкт-Петербургскому университету. Для этой цели комплекс коллегий был переоборудован под руководством Аполлона Щедрина.

## Петровский зал
Интерьеры зданий Двенадцати коллегий многократно перестраивали и ремонтировали. Начальную отделку сохранил только квадратный в плане двусветный зал под названием Петровский (ранее Сенатский) — шедевр архитектуры периода правления императрицы Анны Иоанновны.
Отделка зала выполнена в 1735—1736 годах под руководством М. Г. Земцова тессинскими скульпторами-декораторами братьями Джованни (Иваном) и Иньяцио Лодовико (Игнатием) Росси. Эта отделка предвещает рокайли елизаветинского периода (позднее И. Росси работал под началом Ф. Б. Растрелли в Царском Селе). Живописный плафон писал А. М. Матвеев «с живописной командой» Канцелярии от строений, авторы настенных панно: Матвеев и Г. С. Мусикийский. В интерьере сохранились угловые печи, декорированные волютами, и лепные десюдепорты с вензелями «Р» и «А» (начальные буквы имён Петра I и Анны Иоанновны).
Петровский зал подвергался ремонтным работам и «поновлениям» в 1748—1749, 1836—1837 и 1903—1904 годах. После снятия записей и промывки плафона, осуществлённых в 1966 году под руководством М. Г. Колотова, открылась подлинная живопись Матвеева и Мусикийского. Ныне в Петровском зале проводятся наиболее торжественные мероприятия, конференции и собрания Санкт-Петербургского университета.

## Современность
В здании Двенадцати коллегий снимались отдельные сцены фильма Георгия Данелия «Осенний марафон» (1979).
В постсоветское время здание Двенадцати коллегий считается главным зданием Санкт-Петербургского университета. Также в нём располагаются научная библиотека университета и административные службы. Из учебных факультетов в здании, в настоящий момент, остается только Биологический факультет.

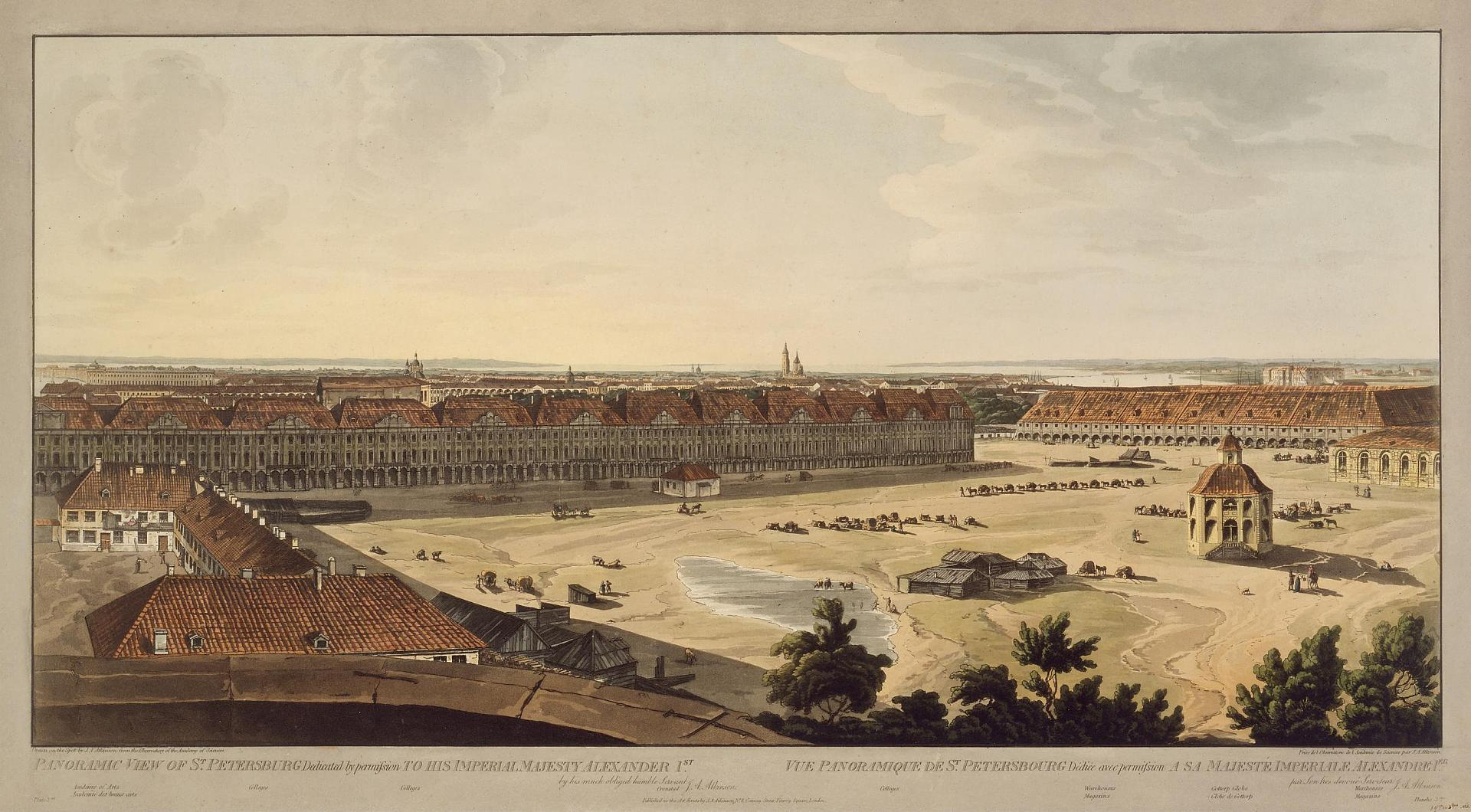
На панораме 1805 года
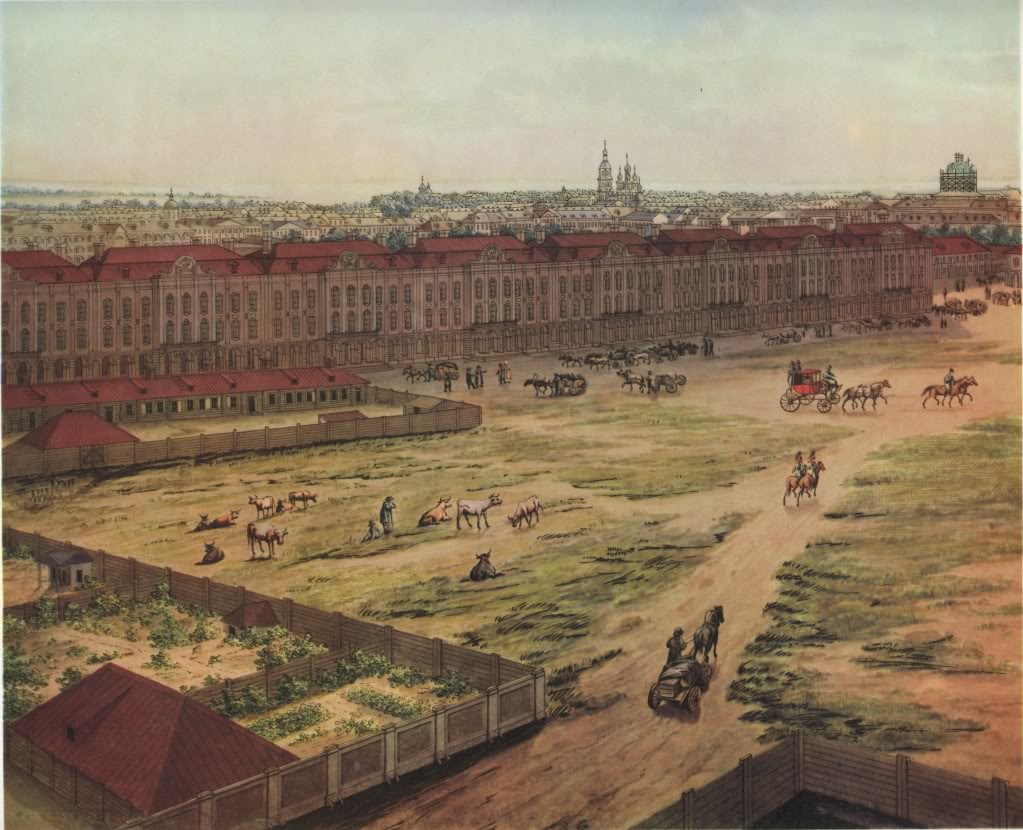
На панораме 1820 года
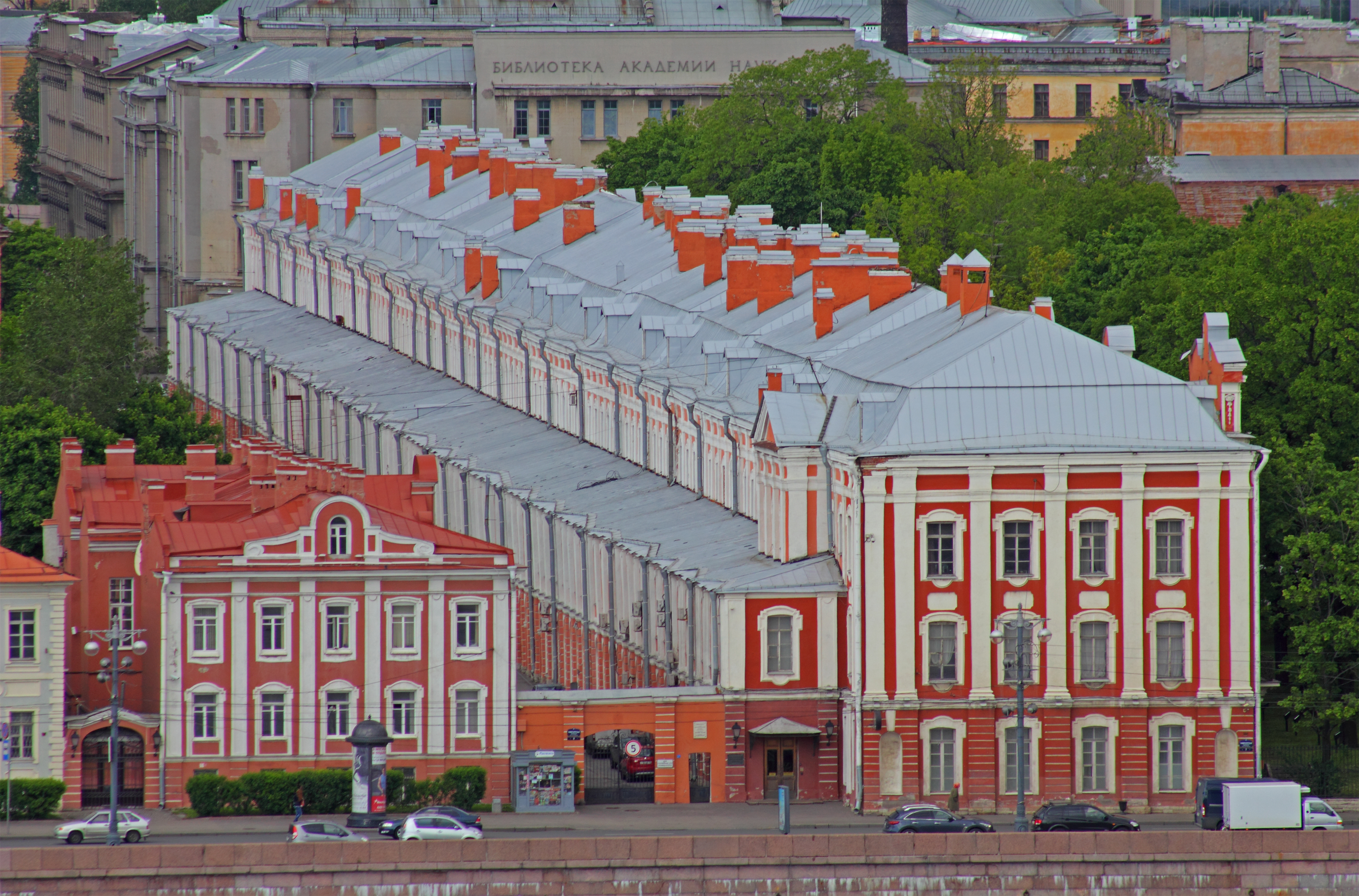
Один из корпусов СПбГУ
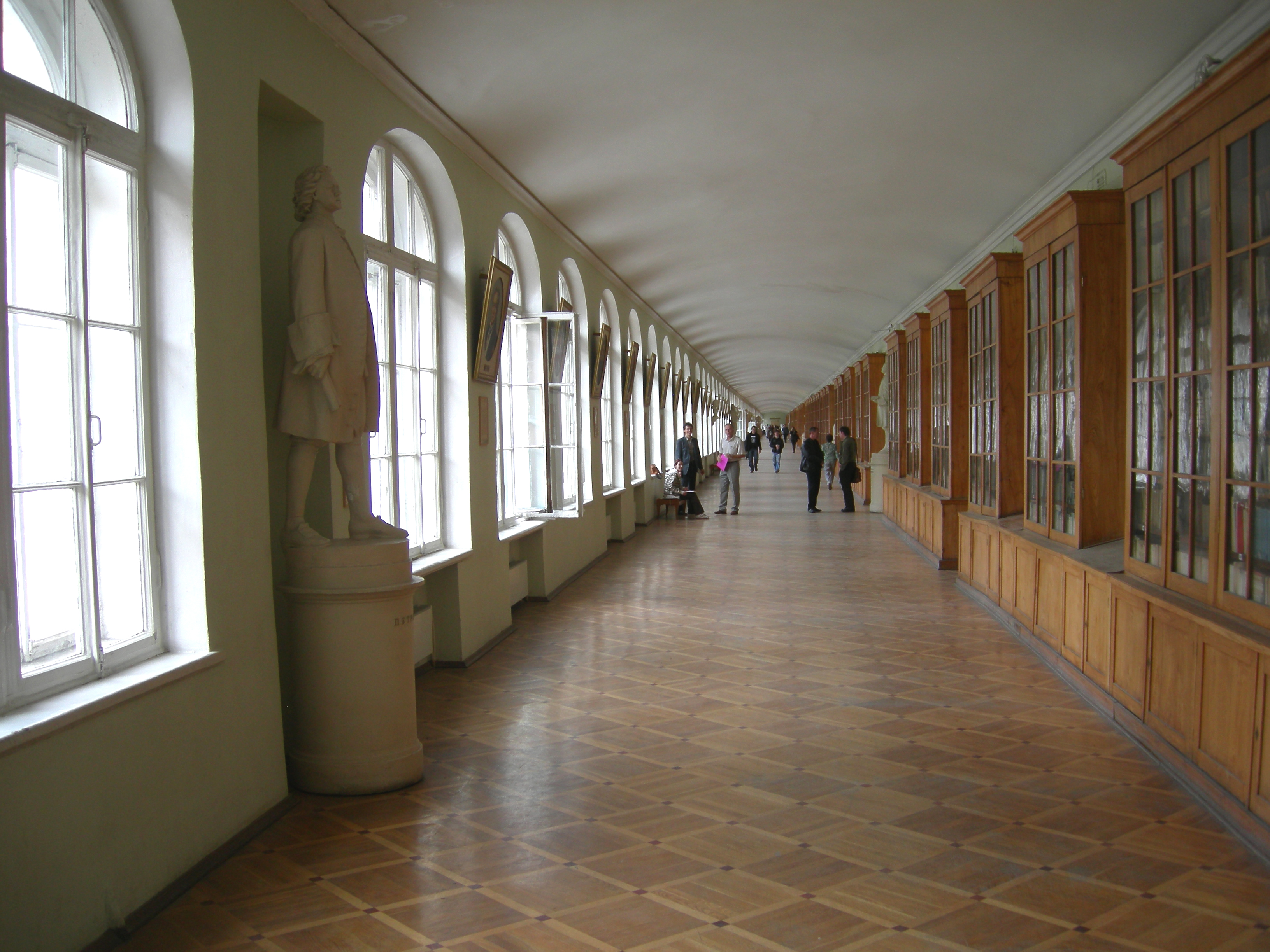
Коридор
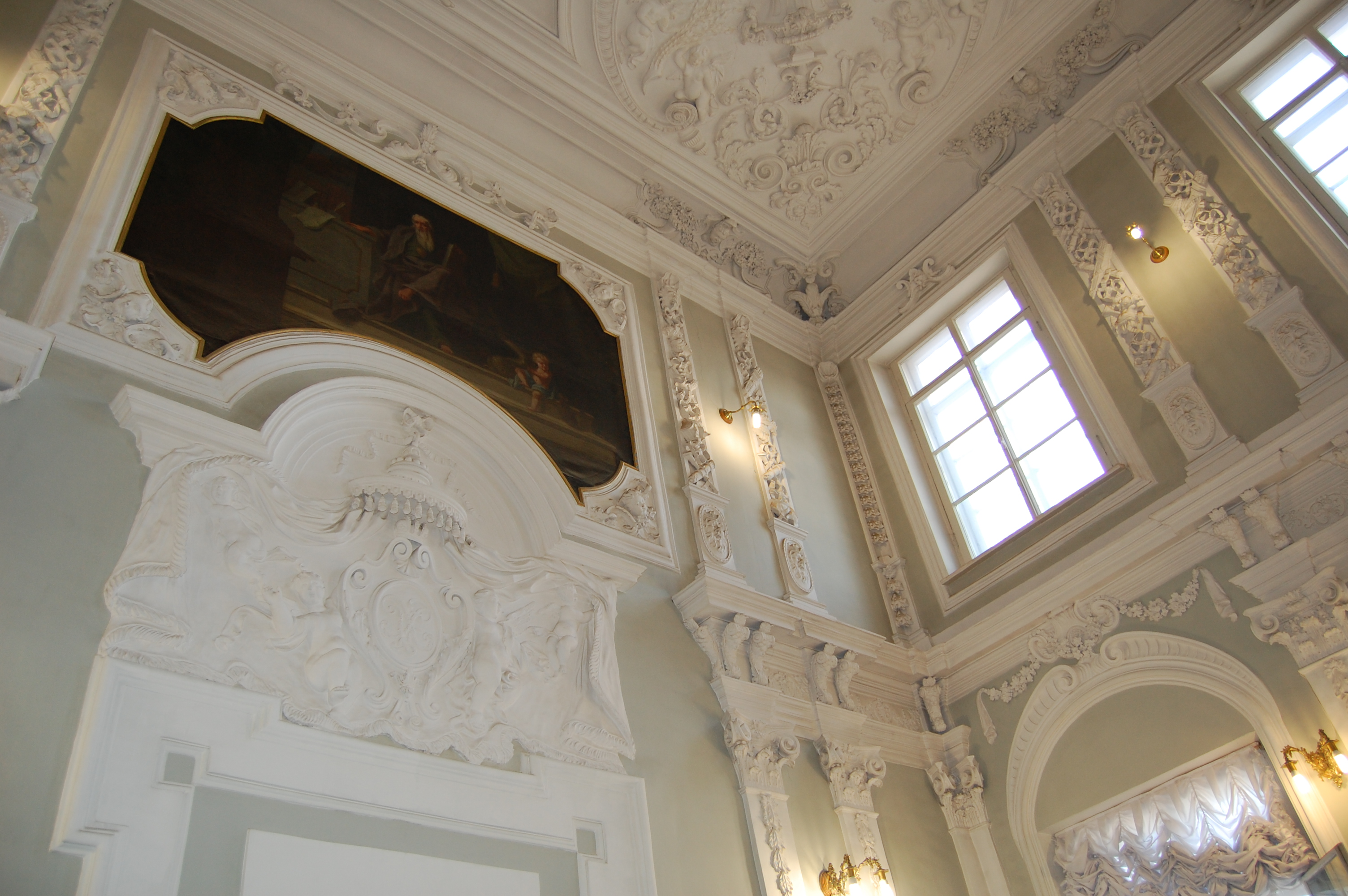
Петровский зал (зал Сената). Это единственный интерьер в здании Двенадцати коллегий, сохранившийся от XVIII века.